# PoSAT-1
PoSAT-1 è stato il primo satellite portoghese. È stato lanciato in orbita il 26 settembre 1993 alle ore 2.45 (ora di Lisbona) con un vettore Ariane 4 dal Centre spatial guyanais nella Guyana francese. 20 minuti e 35 secondi dopo il lancio, a 807 km di altitudine, il satellite si è separato con successo dal lanciatore.
Con una massa di circa 50 kg, PoSAT-1 appartiene alla classe dei microsatelliti. L'intero progetto è stato sviluppato da un consorzio di università e imprese portoghesi e costruito presso l'Università del Surrey in Inghilterra. È costato circa 5 milioni di euro, tre quinti dei quali forniti dal Programma per lo sviluppo dell'industria portoghese e i restanti due quinti da aziende portoghesi partecipanti al consorzio PoSAT: Instituto Nacional de Engenharia, Tecnologia e Inovação, EFACEC, Alcatel, Marconi, OGMA, Instituto Superior Técnico, Universidade da Beira Interior e CEDINTEC. Il responsabile di tutto il progetto è stato Fernando Carvalho Rodrigues, che si è guadagnato così il soprannome di "padre" del primo satellite portoghese.
PoSAT-1 è stato lanciato assieme ad altri satelliti: due italiani (EyeSat e ItamSat), uno dalla Corea del Sud (KitSat-B), uno privato (HealthSat) e due francesi (Stella e SPOT 3).
Il satellite ha cessato le comunicazioni con il Centro satellitare di Sintra nel 2006 ed è al momento alla deriva. Si prevede che rientrerà nell'atmosfera disintegrandosi nell'anno 2043.